# Neoparrya
Neoparrya là chi thực vật có hoa trong họ Apiaceae.